# Katalin Stahlová
Katalin (Ecaterina) Stahlová za svobodna Katalin Jencsiková (31. července 1946 – 26. listopadu 2009 Satu Mare, Rumunsko) byla rumunská sportovní šermířka maďarské národnosti, která se specializovala na šerm fleretem. Rumunsko reprezentovala v šedesátých a sedmdesátých letech. Na olympijských hrách startovala v roce 1964, 1968, 1972, 1976 a 1980 v soutěži jednotlivkyň a družstev. V roce 1975 získala titul mistryně světa v soutěži jednotlivkyň. S rumunským družstvem fleretistek vybojovala na olympijských hrách dvě (1968, 1972) bronzové olympijské medaile a v roce 1969 získala s družstvem titul mistryň světa.